# حاجي عبد الله بازار
حاجي عبد الله بازار هي قرية تقع في البلدة المركزية في إيران. يقدر عدد سكانها بـ 174 نسمة .